# Alvin Robertson
Alvin Cyrrale Robertson (Barberton, Ohio, 22 de julio de 1962) es un exjugador de baloncesto estadounidense que jugó en la NBA entre los años 1984 y 1993, y una temporada final en 1996.  Con una estatura de 1,93 metros jugaba en el puesto de escolta. 
Es el padre del también jugador profesional Elgin Cook. Segundo jugador en hacer un cuádruple doble y primero en hacerlo con robos de balón con un total de 10

## Trayectoria deportiva

### Universidad
Jugó durante 3 años con los Razorbacks de la Universidad de Arkansas, promediando 15,5 puntos, 6 asistencias y 2,9 robos de balón. Su actuación le hizo ser elegido para la Selección de baloncesto de Estados Unidos que compitió en los Juegos Olímpicos de Los Ángeles de 1984, ganando la medalla de oro.

### Profesional
Fue elegido en la séptima posición del Draft de la NBA de 1984 por los San Antonio Spurs. Tras una primera temporada saliendo desde el banquillo, se afianzó en el quinteto titular en la segunda, mostrándose como un gran defensor, y duplicando prácticamente los números conseguidos en su temporada de novato. Todo ello hizo que fuera elegido al finalizar la temporada como Mejor Defensor y como Jugador más mejorado. En los años siguientes siguió apareciendo en las listas de los mejores defensores, y además, mejoró su aportación en ataque, llegando a rozar los 20 puntos por partido.
En 1986 consiguió, además, un cuádruple-doble, es decir, conseguir 10 o más en cuatro categorías diferentes en un partido, algo que solo otros tres jugadores (Nate Thurmond, Hakeem Olajuwon y David Robinson) han logrado en alguna ocasión. Consiguió 20 puntos, 11 asistencias, 10 rebotes y 10 robos de balón contra Phoenix Suns, el 18 de febrero de ese año.
Tras 5 años en Texas, Robertson fue traspasado a Milwaukee Bucks, donde mantuvo su buen nivel defensivo, aunque su aportación en ataque fue cada vez menos significativa. Estuvo 3 temporadas completas, e iniciada la cuarta, en 1992 fue traspasado a Detroit Pistons, donde, al acabar la misma, abandonó la NBA. Regresó en 1995 para fichar por el recién creado Toronto Raptors, y se convirtió en el autor de la primera canasta de la historia de la franquicia, un tiro de 3. Solo estuvo un año en Canadá, tras el cual se retiró definitivamente.
En 10 temporadas como profesional consiguió unos promedios de 14 puntos, 5 asistencias y 2,7 robos de balón, cifra esta última récord absoluto de la NBA.

## Estadísticas de su carrera en la NBA
|  | Líder de la liga |
|  | Récord NBA       |

### Temporada regular
| Año      | Equipo      | PJ  | PT  | MPP  | %TC  | %3P  | %TL   | RPP | APP | ROB | TPP | PPP  |
| -------- | ----------- | --- | --- | ---- | ---- | ---- | ----- | --- | --- | --- | --- | ---- |
| 1984-85  | San Antonio | 79  | 9   | 21.3 | .498 | .364 | .734  | 3.4 | 3.5 | 1.6 | .3  | 9.2  |
| 1985-86  | San Antonio | 82  | 82  | 35.1 | .514 | .276 | .795  | 6.3 | 5.5 | 3.7 | .5  | 17.0 |
| 1986-87  | San Antonio | 81  | 78  | 33.3 | .466 | .271 | .753  | 6.3 | 5.2 | 3.2 | .4  | 17.7 |
| 1987-88  | San Antonio | 82  | 82  | 36.3 | .465 | .284 | .748  | 6.1 | 6.8 | 3.0 | .8  | 19.6 |
| 1988-89  | San Antonio | 65  | 65  | 35.2 | .483 | .200 | .723  | 5.9 | 6.0 | 3.0 | .6  | 17.3 |
| 1989-90  | Milwaukee   | 81  | 81  | 32.1 | .503 | .154 | .741  | 6.9 | 5.5 | 2.6 | .2  | 14.2 |
| 1990-91  | Milwaukee   | 81  | 81  | 32.1 | .485 | .365 | .757  | 5.7 | 5.5 | 3.0 | .2  | 13.6 |
| 1991-92  | Milwaukee   | 82  | 79  | 30.0 | .430 | .319 | .763  | 4.3 | 4.4 | 2.6 | .4  | 12.3 |
| 1992-93  | Milwaukee   | 39  | 32  | 27.3 | .479 | .309 | .629  | 3.5 | 4.0 | 2.3 | .2  | 8.7  |
| 1992-93  | Detroit     | 30  | 22  | 31.4 | .434 | .343 | .690  | 4.4 | 3.6 | 2.2 | .3  | 9.3  |
| 1995-96  | Toronto     | 77  | 69  | 32.2 | .470 | .272 | .677  | 4.4 | 4.2 | 2.2 | .5  | 9.3  |
| Total    | Total       | 779 | 680 | 31.7 | .477 | .295 | .743  | 5.2 | 5.0 | 2.7 | .4  | 14.0 |
| All-Star | All-Star    | 4   | 2   | 15.0 | .389 | —    | 1.000 | 3.3 | 1.8 | .5  | —   | 4.5  |

### Playoffs
| Año   | Equipo      | PJ | PT | MPP  | %TC  | %3P  | %TL  | RPP | APP | ROB | TPP | PPP  |
| ----- | ----------- | -- | -- | ---- | ---- | ---- | ---- | --- | --- | --- | --- | ---- |
| 1986  | San Antonio | 3  | 3  | 32.7 | .276 | —    | .846 | 4.7 | 6.3 | 2.3 | .3  | 9.0  |
| 1988  | San Antonio | 3  | 3  | 39.7 | .566 | .429 | .778 | 4.7 | 9.3 | 4.0 | .3  | 23.3 |
| 1990  | Milwaukee   | 4  | 4  | 38.8 | .522 | .000 | .706 | 5.8 | 4.8 | 2.3 | .0  | 23.5 |
| 1991  | Milwaukee   | 3  | 3  | 39.3 | .592 | .333 | .769 | 6.0 | 5.0 | 2.7 | .0  | 23.7 |
| Total | Total       | 13 | 13 | 37.7 | .515 | .353 | .754 | 5.3 | 6.2 | 2.8 | .2  | 20.2 |

## Logros y reconocimientos
- Medalla de oro en los Juegos Olímpicos de Los Ángeles de 1984.
- Jugador más mejorado y Mejor Defensor de la NBA en 1986.
- Récord absoluto de la NBA en robos de balón, con un promedio de 2,71 en 779 partidos.
- Elegido en el mejor quinteto defensivo de la liga en 2 ocasiones (4 en el segundo).
- Elegido en el segundo mejor quinteto de la NBA en 1986.
- Máximo ladrón de balones de la liga en 3 ocasiones.

## Vida personal

### Problemas con la justicia
En 2002 ingresó en prisión por violación de libertad condicional impuesta por un delito de violación; otras acusaciones y condenas por mismos delitos de carácter sexual, rapto, asalto sexual, trata de blancas de una menor y secuestro se produjeron a su salida de prisión.